# Liste der Kulturgüter in Baden
Die Liste der Kulturgüter in Baden enthält alle Objekte in der Gemeinde Baden im Kanton Aargau, die gemäss der Haager Konvention zum Schutz von Kulturgut bei bewaffneten Konflikten, dem Bundesgesetz vom 20. Juni 2014 über den Schutz der Kulturgüter bei bewaffneten Konflikten sowie der Verordnung vom 29. Oktober 2014 über den Schutz der Kulturgüter bei bewaffneten Konflikten unter Schutz stehen.
Objekte der Kategorien A und B sind vollständig in der Liste enthalten, Objekte der Kategorie C fehlen zurzeit (Stand: 1. Januar 2023). Unter übrige Baudenkmäler sind weitere geschützte Objekte zu finden, die in der Bau- und Nutzungsordnung der Gemeinde verzeichnet und nicht bereits in der Liste der Kulturgüter enthalten sind.

## Kulturgüter
| Foto | | Objekt                                                                                               | Kat. | Typ | Standort                                                                      | Beschreibung |
| ---- | --- | --- | ---- | --- | ----------------------------------------------------------------------------- | --- |
| ja   | Datei hochladen · Wikidata zu Bahnhof Baden (Q800441)                                                                          | Bahnhof Baden KGS-Nr.: 00037                                                                         | A    | G   | Bahnhofstrasse 25 665520 / 258767                                             | Das 1847 nach Plänen von Ferdinand Stadler erbaute Stationsgebäude des Bahnhofs Baden ist das älteste der Schweiz, welches im Originalzustand erhalten geblieben ist und heute noch für den Bahnbetrieb genutzt wird. |
| ja   | Datei hochladen · Wikidata zu Villa Langmatt mit Gartenanlage (Q19362296)                                                      | Villa Langmatt mit Gartenanlage KGS-Nr.: 00038                                                       | A    | G   | Römerstrasse 30 665499 / 259329                                               | 1900/01 nach Plänen von Karl Moser und Rober Curjel erbaute Villa, im Auftrag von Jenny und Sidney Brown. Stilistisch einem englischen Landhaus nachempfunden, ergänzt um Elemente des Jugendstils und des Heimatstils. Wird seit 1990 als Museum genutzt. |
| ja   | Datei hochladen · Wikidata zu Stadthaus mit Tagsatzungssaal (Q2132393)                                                         | Stadthaus mit Tagsatzungssaal KGS-Nr.: 00039                                                         | A    | G   | Rathausgasse 1 665619 / 258404                                                | Aus vier Gebäuden bestehende gotische Häuserzeile in der Altstadt, die im Kern bis ins 14. Jahrhundert zurückreicht. Repräsentative Ostfassade, die auf den Abhang zur Limmat hin ausgerichtet ist. Der Saal im zweiten Obergeschoss war von 1426 bis 1712 der wichtigste Versammlungsort der Tagsatzung der Eidgenossenschaft. Hier wurde 1714 der Friede von Baden unterzeichnet. |
| ja   | Datei hochladen · Wikidata zu Hotel Verenahof (Q19362291)                                                                      | Hotel Verenahof KGS-Nr.: 00043                                                                       | A    | G   | Kurplatz 1 665945 / 259250                                                    | 1844/45 von Joseph Caspar Jeuch erbautes, luxuriöses Badhotel im klassizistischen Stil. 1872–1874 erweitert und umgebaut. Verenastatue von Robert Dorer. |
| ja   | Datei hochladen · Wikidata zu Ruine Stein (Q687130)                                                                            | Ruine Stein KGS-Nr.: 00044                                                                           | A    | F/G | 665327 / 258411                                                               | Ruine einer mittelalterlichen Höhenburg über der Altstadt. Die vor dem Jahr 1000 entstandene Burg diente als Archiv der Habsburger. 1415 von den Eidgenossen zerstört, zwischen 1657 und 1670 als Festung neu errichtet, 1712 nach dem Zweiten Villmergerkrieg endgültig zerstört. |
| ja   | Datei hochladen · Wikidata zu Holzbrücke (Baden) (Q1625435)                                                                    | Holzbrücke KGS-Nr.: 00046                                                                            | A    | G   | Untere Halde 665738 / 258357                                                  | Holzbrücke über die Limmat an der engsten Stelle der Klus zwischen Schlossberg und Lägern. Das heutige Bauwerk entstand 1810, die steinernen Widerlager aus dem 17. Jahrhundert. |
| ja   | Datei hochladen · Wikidata zu Haus "Zum Schwert" (Q1590955)                                                                    | Haus "Zum Schwert" KGS-Nr.: 00047                                                                    | A    | G   | Schwertstrasse 1 665664 / 258889                                              | 1790 errichtete Villa, frühestes Beispiel klassizistischer Bauweise in der Stadt. Nutzung als Wohnhaus, Gaststätte, Clubhaus der Brown, Boveri & Cie., Bankfiliale und Bürogebäude. |
| ja   | Datei hochladen · Wikidata zu Katholische Stadtkirche und Sebastianskapelle (ehemaliges Beinhaus) mit Kirchenschatz (Q2327817) | Katholische Stadtkirche und Sebastianskapelle (ehemaliges Beinhaus) mit Kirchenschatz KGS-Nr.: 00048 | A    | G   | Kirchplatz 1, 11 665601 / 258349                                              | In ihrer heutigen Form basiert die Kirche auf den im 15. Jahrhundert errichteten gotischen Neubau, der erste Vorgängerbau reicht in die zweite Hälfte des 9. Jahrhunderts zurück. Innenausstattung im Wesentlichen aus dem 17. und 18. Jahrhundert. Veranstaltungsort der Badener Disputation von 1526. Nebenan Sebastianskapelle von 1509. |
| ja   | Datei hochladen · Wikidata zu Villa Boveri (Q15852895)                                                                         | Villa Boveri KGS-Nr.: 00053                                                                          | A    | G   | Ländliweg 5 665537 / 258071                                                   | Neugotische Villa, erbaut zwischen 1895 und 1897 nach Plänen von Karl Moser für die Familie des Industriellen Walter Boveri. Umgeben von einer Gartenanlage, eine für die Schweiz seltene Kombination von englischem Landschaftsgarten und Neobarockgarten. Seit 1943 Clubhaus für Angestellte der Brown, Boveri & Cie. (heute ABB). |
| ja   | Datei hochladen · Wikidata zu Museum Langmatt Stiftung Sidney und Jenny Brown (Q1341595)                                       | Museum Langmatt Stiftung Sidney und Jenny Brown KGS-Nr.: 08491                                       | A    | S   | Römerstrasse 30 665502 / 259326                                               | Umfangreiche Sammlung von Gemälden des französischen Impressionismus, zusammengetragen von Jenny und Sidney Brown. |
| ja   | Datei hochladen · Wikidata zu ABB Schweiz, Sammlung Archiv (Q19362289)                                                         | ABB Schweiz, Sammlung Archiv KGS-Nr.: 09163                                                          | A    | S   | Dättwil, Husmatt 7 663644 / 256308                                            | Das Archiv dokumentiert die Unternehmensgeschichte der ABB, die aus der 1891 in Baden gegründeten Brown, Boveri & Cie. hervorging. Enthält ebenfalls Akten der Maschinenfabrik Oerlikon. |
| ja   | Datei hochladen · Wikidata zu Bernerhaus (Q824623)                                                                             | Bernerhaus KGS-Nr.: 09391                                                                            | A    | G   | Weite Gasse 13 665491 / 258301                                                | Ehemaliger Amtssitz der Berner Gesandten an die in Baden stattfindende Tagsatzung der Alten Eidgenossenschaft. 1678 von Abraham Dünz im Barockstil erbaut. |
| ja   | Datei hochladen · Wikidata zu Kurtheater mit Glasfoyer (Q1794339)                                                              | Kurtheater mit Glasfoyer KGS-Nr.: 09508                                                              | A    | G   | Parkstrasse 20 665691 / 259196                                                | 1939 von Lisbeth Sachs entworfen, 1952 ausgeführt. Erstes Schweizer Theatergebäude der Nachkriegszeit. Volumetrisch nach Funktionsbereichen gegliedert, passt sich mit seiner zurückhaltenden Aussengestaltung in den Kurpark ein. |
| ja   | Datei hochladen · Wikidata zu Aquae Helveticae, römischer Vicus / mittelalterliche / neuzeitliche Stadt (Q622983)              | Aquae Helveticae, römischer Vicus / mittelalterliche / neuzeitliche Stadt KGS-Nr.: 09532             | A    | F   | 665850 / 259220                                                               | Archäologische Fundstellen im Bereich der Badener Thermalquellen, von der Zeit der römischen Siedlung Aquae Helveticae über die mittelalterliche Bädersiedlung bis hin zum frühneuzeitlichen Bäderviertel. |
| ja   | Datei hochladen · Wikidata zu Restaurant «Paradies» (Q19362294)                                                                | Restaurant Paradies KGS-Nr.: 09758                                                                   | A    | G   | Mittlere Gasse 3 665451 / 258321                                              | Repräsentatives barockes Wohnhaus, 1756 durch Vereinigung und Umbau zweier spätgotischer Vorgängerbauten entstanden. Gastronomiebetrieb im Erdgeschoss. In den Obergeschossen drei frühbarocke Räume aus dem Zeitraum um 1660 bis 1670, eingebaut für den damaligen Besitzer Caspar Ludwig Schnorff. |
| ja   | Datei hochladen · Wikidata zu Ehemaliges Gemeinschaftsgebäude der Brown Boveri Co. (Q1482513)                                  | Ehemaliges Gemeinschaftsgebäude der Brown Boveri Co. KGS-Nr.: 09826                                  | A    | G   | Wiesenstrasse 32 664820 / 259092                                              | Ehemaliges Mehrzweckgebäude für die Arbeiter der Brown, Boveri & Cie. 1952/53 von Armin Meili erbaut. Gilt als eines der bedeutendsten Bauwerke der Schweizer Nachkriegsmoderne. Heute Schulgebäude der Berufsfachschule Baden. |
| ja   | Datei hochladen · Wikidata zu Hotel "Zum wilden Mann" (Q19362290)                                                              | Hotel zum wilden Mann KGS-Nr.: 09829                                                                 | A    | G   | Obere Gasse 33 665496 / 258364                                                | Im Kern ein mittelalterlicher Wohnturm aus dem 13. Jahrhundert. Heutiger äusserer Zustand im Wesentlichen nach dem Umbau von 1600 entstanden. Im Innern um 1800 von einem Bürgerhaus zum Gasthof bzw. Hotel umgebaut. |
| ja   | Datei hochladen · Wikidata zu Krematorium mit Abdankungshalle (Q19362292)                                                      | Krematorium mit Abdankungshalle KGS-Nr.: 09833                                                       | A    | G   | Zürcherstrasse 1938 665357 / 257112                                           | Die Gesamtanlage aus Friedhof, Krematorium und Abdankungshalle im Quartier Liebenfels wurde vom Architekturbüro Lanners und Wahlen aus Zürich entworfen. Sie gehört zu den bedeutendsten Zeugnissen der Schweizer Architektur der 1950er Jahre. |
| ja   | Datei hochladen · Wikidata zu Reformierte Kirche Baden (Q2136827)                                                              | Reformierte Pfarrkirche KGS-Nr.: 09835                                                               | A    | G   | Bahnhofplatz 8 665615 / 258796                                                | Symmetrisch angelegte, barocke Saalkirche; Länge und Breite stehen im Verhältnis des Goldenen Schnitts zueinander, ebenso Saalbreite und Höhe des Dachs. In die Frontfassade eingebundener, 32 Meter hoher Kirchturm. 1714 nach dem Villmergerkrieg aus dem Abbruchmaterial der geschleiften Festung Stein errichtet. |
| ja   | Datei hochladen · Wikidata zu Regionalwerke Baden (Ehemalige Städtische Werke) (Q19362293)                                     | Regionalwerke Baden (Ehemalige Städtische Werke) KGS-Nr.: 09836                                      | A    | G   | Haselstrasse 15 665436 / 258951                                               | Dieser dreigliedrige Sichtbetonbau ist das bedeutendste Beispiel des Neuen Bauens in der Region Baden. 1931 von Robert Lang entworfen und 1934 in Zusammenarbeit mit Hans Loepfe ausgeführt. Hauptvolumen ist ein sechsgeschossiger Verwaltungs- und Wohntrakt. Davor ein viergeschossiger Trakt mit Ladenlokal, entlang der Güterstrasse zweigeschossiger Werkstättentrakt. |
| ja   | Datei hochladen · Wikidata zu Synagoge Baden (Q14565142)                                                                       | Synagoge KGS-Nr.: 11609                                                                              | A    | G   | Parkstrasse 17 665595 / 259020                                                | 1912/13 im Auftrag der Israelitischen Kultusgemeinde Baden entstandene Synagoge, entworfen von Otto Dorer und Adolf Füchslin. Zentralbau im Jugendstil mit grossen halbkreisförmigen Fenstern und einem reich geschmückten Innenraum. |
| BW   | Datei hochladen · Wikidata zu Villa Burghalde (Q29575578)                                                                      | Villa Burghalde KGS-Nr.: 15174                                                                       | A    | G   | Burghaldenstrasse 8 665191 / 258282                                           | 1904/05 erbaute herrschaftliche Villa des Ingenieurs Conrad Baumann-Stockar. Von den Villen, die Karl Moser und Rober Curjel für die Besitzerfamilien der Brown, Boveri & Cie. entwarfen, ist diese am vollständigsten im Originalzustand erhalten. Über der langen Stützmauer erhebt sich die grossvolumige Villa, die Motive des Jugendstils mit abstrahierten historischen Bauformen verbindet. |
| ja   | Datei hochladen · Wikidata zu Bezirksgegebäude (altes Schulhaus) (Q854196)                                                     | Bezirksgebäude (altes Schulhaus) mit Brunnen KGS-Nr.: 00040                                          | B    | G   | Ländliweg 2 665457 / 258181                                                   | 1856/57 nach Plänen von Robert Moser als städtisches Schulgebäude errichtet (am Standort des aufgehobenen Kapuzinerklosters), 1983 vom Kanton Aargau übernommen und zu einem Verwaltungsgebäude umfunktioniert. Grossvolumiger, spätklassizistischer Bau mit drei Flügeln und zurückhaltend ornamentierten Fassaden. Auf dem Vorplatz steht ein 1866 von der Stadtverwaltung entworfener und vom italienischen Steinmetzen Comi geschaffener Brunnen. Über dem Brunnentrog mit ovalem Becken erhebt sich auf quadratischem Sockel ein fünf Meter hoher Obelisk. |
| ja   | Datei hochladen · Wikidata zu Badhotel "Bären" (Q29575398)                                                                     | Badhotel "Bären" KGS-Nr.: 00042                                                                      | B    | G   | Bäderstrasse 36 665912 / 259268                                               | 1361 erstmals erwähntes Badhotel, 1569 nach Brand wiederaufgebaut. Besteht in seiner heutigen Gestalt seit dem von Kaspar Otto Wolff durchgeführten Umbau im Jahr 1881. Die neunachsige, reich gegliederte Schaufront zählt zu den eindrücklichsten Beispielen der Neorenaissance in der Schweiz. |
| ja   | Datei hochladen · Wikidata zu Dreikönigskapelle (Q1257926)                                                                     | Dreikönigskapelle in den Bädern KGS-Nr.: 00045                                                       | B    | G   | Parkstrasse 348 665874 / 259287                                               | 1882 von Robert Moser im neugotischen Stil erbaute Kapelle im Bäderquartier. An einem stark abschüssigen Hang auf einer Terrasse stehend. Altarblatt von Joseph Balmer gemalt. |
| ja   | Datei hochladen · Wikidata zu Landvogteischloss Baden (Q1480000)                                                               | Landvogteischloss KGS-Nr.: 00049                                                                     | B    | G   | Wettingerstrasse 2 665763 / 258375                                            | Schloss am rechten Ufer der Limmat, dessen Vorgängerbau bis ins 12. Jahrhundert zurückreicht. Wohnsitz der Landvögte der Grafschaft Baden. Das heutige Gebäude entstand zwischen 1487 und 1490 durch Werkmeister Jakob Hegnauer. 1579 um einen Treppenturm ergänzt, 1733/34 Anbau des Ostflügels. Seit 1912 Nutzung als Historisches Museum. |
| BW   | Datei hochladen · Wikidata zu Stadtarchiv Baden (Q23783874)                                                                    | Stadtarchiv Baden KGS-Nr.: 08856                                                                     | B    | S   | Wettingerstrasse 2 665759 / 258403                                            | Das Archiv verwahrt städtische Unterlagen von etwa 1300 bis heute, hinzu kommen Bestände von Kirchen und Privaten. In Räumen unter dem Historischen Museum untergebracht. |
| ja   | Datei hochladen · Wikidata zu Ehemaliges Badhotel Limmathof (Q29575440)                                                        | Ehemaliges Badhotel Limmathof KGS-Nr.: 09392                                                         | B    | G   | Limmatpromenade 28 665975 / 259190                                            | 1834/35 erbautes Badhotel am Ufer der Limmat, das mit seinen strengen klassizistischen Formen die Silhouette des Bäderquartiers an exponierter Stelle prägt. Viergeschossiger Baukörper mit 13 Achsen; Foyer und Saal im Obergeschoss 1910 im Stil des Neobarocks gestaltet. |
| ja   | Datei hochladen · Wikidata zu Ehemaliges Kornhaus (Q1784540)                                                                   | Ehemaliges Kornhaus KGS-Nr.: 09827                                                                   | B    | G   | Kronengasse 10 665688 / 258395                                                | Früheres Getreidelager am Ostrand der Altstadt, erbaut im Jahr 1511. Viergeschossiger verputzter Mauerbau mit langem Satteldach zwischen zwei spätgotischen Treppengiebeln. Heute als Kleintheater und Jugendhaus genutzt. |
| ja   | Datei hochladen · Wikidata zu Primarschulhaus Dorer und Füchslin (Q29575511)                                                   | Primarschulhaus Dorer und Füchslin KGS-Nr.: 09828                                                    | B    | G   | Ländliweg 3 665505 / 258123                                                   | Von Otto Dorer und Adolf Füchslin entworfenes, 1902/03 erbautes Schulgebäude im späthistoristischen Stil. Breit gelagerter Baublock mit Seitenrisaliten und Treppenhausturm. An der Schulhausmauer steht ein Wandbrunnen von Carl Sattler. |
| ja   | Datei hochladen · Wikidata zu Hotel Blume (Q29575471)                                                                          | Hotel Blume KGS-Nr.: 09830                                                                           | B    | G   | Kurplatz 4 665949 / 259216                                                    | Dieses Badhotel geht auf ein im Jahr 1421 erstmals erwähntes Gasthaus zurück. Geprägt wird das Bauwerk vom Nebeneinander verschiedener Bauphasen, die vom Spätmittelalter bis zum 19. Jahrhundert reichen. Erwähnenswert sind insbesondere die 1872 von Robert Moser ausgeführten Gebäudeteile (Südtrakt, glasüberdachter Atriumhof). |
| ja   | Datei hochladen · Wikidata zu Hotel Ochsen (Q29575475)                                                                         | Hotel Ochsen mit Dépendance KGS-Nr.: 09831                                                           | B    | G   | Bäderstrasse 34 665913 / 259239                                               | In seinem spätgotischen Kern geht dieses Gebäude auf den Gasthof «Zum Roten Ochsen» zurück, der im 14. Jahrhundert erstmals erwähnt und 1569 nach einem Brand neu errichtet worden war. Im Laufe der Zeit mit drei benachbarten Häusern zu einem Ensemble zusammengefügt und mit klassizistischen Fassaden ergänzt. Wirt Joseph Diebold ersetzte 1845 den «Kleinen Ochsen» auf der gegenüberliegenden Strassenseite, der erstmals 1518 erwähnt worden war, durch einen Neubau von Joseph Caspar Jeuch. Bei dieser Dépendance handelt es sich um einen feingliedrigen, klassizistischer Hotelbau mit ausgeglichenen Proportionen und zurückhaltend ornamentierten Fassaden. |
| ja   | Datei hochladen · Wikidata zu Kantonsschule Baden (Q1728108)                                                                   | Kantonsschule KGS-Nr.: 09832                                                                         | B    | G   | Seminarstrasse 1–13 665905 / 258085                                           | Entstanden 1962 bis 1964 nach einem Entwurf von Fritz Haller. Fünf modernistische Kuben aus Stahl, Glas und Backstein nach einem modularen System, das auf einem Raster von 8×8 und 2×2 Metern basiert. Zahlreiche Analogien zum Campus der Illinois Institute of Technology von Ludwig Mies van der Rohe. |
| ja   | Datei hochladen · Wikidata zu MC Verwaltungsgebäude (Q29575486)                                                                | MC Verwaltungsgebäude KGS-Nr.: 09834                                                                 | B    | G   | Parkstrasse 27 665645 / 259199                                                | Hauptsitz der ehemaligen Motor-Columbus, 1905 nach Plänen von Arthur Betschon erbaut. Monumentales Gebäude, das mit seiner Schaufassade ausdrücklich Wert auf Repräsentation legt. Stilistisch zwischen Späthistorismus, Jugendstil und Heimatstil angesiedelt. Heute im Besitz der Axpo. |
| ja   | Datei hochladen · Wikidata zu Gasthaus zur Rose (Q29575447)                                                                    | Gasthaus zur Rose KGS-Nr.: 09837                                                                     | B    | G   | Weite Gasse 23 665514 / 258339                                                | Viergeschossiger spätgotischer Mauerbau in der westlichen Häuserzeile der Weiten Gasse, genaues Baudatum unbekannt. |
| ja   | Datei hochladen · Wikidata zu Terrassenschwimmbad (Q29575564)                                                                  | Terrassenschwimmbad KGS-Nr.: 09838                                                                   | B    | G   | Pfisterstrasse 1 665680 / 257629                                              | 1934 von Alfred Gantner erbaute städtische Schwimmbadanlage an terrassierter Lage am Abhang der Limmat. Zwei winkelförmige Garderobentrakte als Abschluss gegen das angrenzende Wohngebiet, dazwischen markanter Eingangsbereich mit vorkragendem Dach. Hohe gestalterische Qualität im Stil des Neuen Bauens. |
| ja   | Datei hochladen · Wikidata zu Häuser Obere Gasse (Q116225568)                                                                  | Häuser Obere Gasse KGS-Nr.: 09839                                                                    | B    | G   | Obere Gasse 13–19 665430 / 258335                                             | Ensemble von spätgotischen Wohnhäusern aus der zweiten Hälfte des 16. Jahrhunderts. Dazu gehören das «Haus zum Mohren» (Nr. 13), das Haus Nr. 15, das «Haus zum Rosengarten» (Nr. 17) und das «Haus zum Kupfernagel» (Nr. 19). |
| BW   | Datei hochladen · Wikidata zu Landhaus (Q29575422)                                                                             | Landhaus KGS-Nr.: 15120                                                                              | B    | G   | Dättwil, Dorfstrasse 9 663883 / 256189                                        | |
| BW   | Datei hochladen · Wikidata zu Doppelwohnhaus (Q29575418)                                                                       | Doppelwohnhaus KGS-Nr.: 15121                                                                        | B    | G   | Dättwil, Dorfstrasse 33 663989 / 256015                                       | |
| BW   | Datei hochladen · Wikidata zu Rütihof (Q29575527)                                                                              | Rütihof KGS-Nr.: 15122                                                                               | B    | G   | Birchstrasse 16 662709 / 254624                                               | |
| ja   | Datei hochladen · Wikidata zu Alte Schmiede ABB Fabrikareal (Q29575381)                                                        | Alte Schmiede ABB Fabrikareal KGS-Nr.: 15123                                                         | B    | G   | Schmiedstrasse 1 664973 / 259154                                              | Für das beginnende 20. Jahrhundert charakteristischer Fachwerkbau der Industriearchitektur, 1906 vollständig in Eisen ausgeführt. Letzte erhaltene Werkhalle der ehemaligen Brown, Boveri & Cie. (heute ABB). |
| ja   | Datei hochladen · Wikidata zu Schützenhaus (Q29575551)                                                                         | Schützenhaus KGS-Nr.: 15124                                                                          | B    | G   | Allmendstrasse 1 664963 / 258463                                              | 1900/01 durch Richard Kuder und Joseph Müller erbautes Schützenhaus mit aufwändig gestalteter Fassade für einen repräsentativen Anspruch. Die fünfachsige Hauptfassade wird durch einen turmartigen Mittelteil verziert. |
| BW   | Datei hochladen · Wikidata zu Hinterhaus zum Bernerhaus (Q29575461)                                                            | Hinterhaus zum Bernerhaus KGS-Nr.: 15125                                                             | B    | G   | Mittlere Gasse 12 665473 / 258316                                             | Rückwärtiger Teil des Bernerhauses, 1734/35 nach Plänen von Albrecht Stürler erbaut. Einfach gehaltene, barocke dreigeschossige Fassade. Ehemaliger Audienzsaal der Berner Tagsatzungsgesandten im ersten Obergeschoss. |
| BW   | Datei hochladen · Wikidata zu Römisch-Katholisches Pfarrhaus (Q29575524)                                                       | Römisch-katholisches Pfarrhaus KGS-Nr.: 15126                                                        | B    | G   | Kirchplatz 15 665547 / 258304                                                 | 1564 erbautes spätgotisches Gebäude, seit dem späten 16. oder frühen 17. Jahrhundert als Pfarrhaus genutzt. 1617 mit dem westlich angrenzenden Haus vereinigt. |
| BW   | Datei hochladen · Wikidata zu Haus (Q29575456)                                                                                 | Haus KGS-Nr.: 15127                                                                                  | B    | G   | Rathausgasse 7 665559 / 258393                                                | Viergeschossiges Eckhaus an zentraler Lage der Altstadt. Vorgängerbau geht auf das 14. Jahrhundert zurück, in seinem heutigen Umfang kurz nach 1512 entstanden. Im 19. Jahrhundert als Wirtshaus genutzt, spätklassizistische Ladeneinbauten von 1910. |
| BW   | Datei hochladen · Wikidata zu Doppelhaus (Q29575436)                                                                           | Doppelhaus KGS-Nr.: 15128                                                                            | B    | G   | Schlossbergplatz 5 665502 / 258424                                            | Breit gelagertes, spätklassizistisches Wohn- und Geschäftshaus mit Walmdach, um 1870 von Joseph Caspar Jeuch für Dr. Schnebli erbaut. |
| BW   | Datei hochladen · Wikidata zu Apotheke Münzel (Q29575390)                                                                      | Apotheke Münzel KGS-Nr.: 15133                                                                       | B    | G   | Badstrasse 5 665513 / 258501                                                  | 1837/38 durch Joseph Caspar Jeuch als Ladengebäude erbaut, 1890 umgestaltet. 1916 Anbau eines rückwärtigen Labors, seither als Apotheke genutzt. |
| ja   | Datei hochladen · Wikidata zu Zum Schwambet (Q29575608)                                                                        | Haus "zum Schwambet" KGS-Nr.: 15134                                                                  | B    | G   | Kronengasse 11 665673 / 258371                                                | Im späten 16. oder frühen 17. Jahrhundert errichtetes, einfaches Wohnhaus im spätgotischen Stil. |
| ja   | Datei hochladen · Wikidata zu Hotel Krone (Q29575473)                                                                          | Hotel Krone KGS-Nr.: 15135                                                                           | B    | G   | Kronengasse 2 665698 / 258352                                                 | Mitte des 17. Jahrhunderts entstandenes, früher als Hotel genutztes Gebäude. Gilt als eines der stattlichsten Bürgerhäuser der Badener Altstadt. Das dritte Obergeschoss und der hohe Giebel sind in der Art ostschweizerischer Weinbauernhäuser in Sichtfachwerk errichtet. |
| BW   | Datei hochladen · Wikidata zu Haus (Q29575571)                                                                                 | Haus KGS-Nr.: 15136                                                                                  | B    | G   | Untere Halde 6 665663 / 258332                                                | Um 1606 erbautes, viergeschossiges spätgotisches Wohnhaus mit Gewerbelokal. |
| BW   | Datei hochladen · Wikidata zu Haus (Q29575567)                                                                                 | Haus KGS-Nr.: 15137                                                                                  | B    | G   | Untere Halde 5 665695 / 258321                                                | Viergeschossiger, gemischter Mauer- und Fachwerkbau. Spätmittelalterliche unregelmässige Achsenintervalle. |
| ja   | Datei hochladen · Wikidata zu Zum Affenwagen (Q29575601)                                                                       | Haus Zum Affenwagen KGS-Nr.: 15138                                                                   | B    | G   | Untere Halde 4 665669 / 258334                                                | Schmales spätgotisches Haus von 1606/07 mit fünf Stockwerken. |
| BW   | Datei hochladen · Wikidata zu Haus "zum Rosseisen" (Q29575604)                                                                 | Haus "zum Rosseisen" KGS-Nr.: 15139                                                                  | B    | G   | Obere Halde 29 665627 / 258315                                                | Spätgotisches viergeschossiges Wohnhaus von 1548 am steil abfallenden Hang zwischen Kirchplatz und Halde. |
| BW   | Datei hochladen · Wikidata zu Haus "zum Schlüssel" (Q29575611)                                                                 | Haus "zum Schlüssel" KGS-Nr.: 15140                                                                  | B    | G   | Obere Halde 18 665643 / 258309                                                | Dreiseitig freistehendes Haus aus dem späten 16. Jahrhundert mit gemauerter Unterpartie und Fachwerk-Aufbau. |
| ja   | Datei hochladen · Wikidata zu Nischenbrunnen (Q29575489)                                                                       | Nischenbrunnen KGS-Nr.: 15142                                                                        | B    | K   | Bäderstrasse 665900 / 259193                                                  | Klassizistischer Brunnen in der Nische einer Stützmauer neben dem Eingang zum Bäderviertel. 1829/30 erstellt im Zuge einer Trasseeverlegung der Bäderstrasse. |
| ja   | Datei hochladen · Wikidata zu Löwenbrunnen (Q29575484)                                                                         | Löwenbrunnen KGS-Nr.: 15143                                                                          | B    | K   | Löwenplatz 665547 / 258383                                                    | Grösster Brunnen der Stadt, 1822 von Steinhauer Hieronymus Moser geschaffen. 1918 schuf der Bildhauer Hans Trudel auf der Brunnensäule einen aufgerichteten Löwen. |
| ja   | Datei hochladen · Wikidata zu Amtshaus (Q29575384)                                                                             | Amtshaus KGS-Nr.: 15147                                                                              | B    | G   | Rathausgasse 3 665602 / 258400                                                | Mitte des 14. Jahrhunderts als Markthalle und Salzspeicher erbaut. Seit der zweiten Hälfte des 16. Jahrhunderts als Amtshaus genutzt. 1862 durch Joseph Caspar Jeuch im Innern umgebaut. Der gedeckte Brückendurchgang zum gegenüberliegenden Rathaus stammt von 1585. |
| BW   | Datei hochladen · Wikidata zu Bäderheilstätte "Zum Schiff" (Q29575394)                                                         | Bäderheilstätte "zum Schiff" KGS-Nr.: 15148                                                          | B    | G   | Bäderstrasse 18 665877 / 259077                                               | 1834 für Stadtrat Bernhard Brunner erbaut, als Architekt wird Franz Heinrich Hemmann vermutet. Mit seiner blockhaften Gestalt und seiner absichtlich schmucklosen Fassade steht das später «Quellenhof» genannte Badhotel in der Tradition des strengen Klassizismus des frühen 19. Jahrhunderts. Von 1928 bis 2001 im Besitz der SUVA. |
| BW   | Datei hochladen · Wikidata zu Bezirksschulhaus (Q29575405)                                                                     | Bezirksschulhaus KGS-Nr.: 15149                                                                      | B    | G   | Burghaldenstrasse 4 665130 / 258229                                           | Das Gebäude der Bezirksschule wurde 1927 nach Plänen von Otto Dorer entworfen. Es ist das erste moderne Bauwerk in Baden und ein wichtiges Beispiel des Neuen Bauens im Kanton Aargau. Anbauten von Hug und Joss (1969–1974) sowie Egli und Rohr (1986). |
| BW   | Datei hochladen · Wikidata zu Chrüzliberg; Wallanlage unbekannter Zeitstellung (Q105086577)                                    | Chrüzliberg; Wallanlage unbekannter Zeitstellung KGS-Nr.: 15150                                      | B    | F   | 665140 / 257690                                                               | Künstlich aufgeschütteter Wall auf einem Ausläufer der Heitersberg-Hügelkette. Aufgrund verschiedener Gegenstände, die 1972 dort gefunden wurden, vermutlich aus der Römerzeit stammend. |
| BW   | Datei hochladen · Wikidata zu Elektromotorenfabrik (Hallen 31-39) (Q29575445)                                                  | Elektromotorenfabrik (Hallen 31–39) KGS-Nr.: 15152                                                   | B    | G   | Bruggerstrasse 56a–d Haselstrasse 16, 18 Brown-Boveri-Platz 1 665282 / 258953 | 1920 als Wicklerei der Brown, Boveri & Cie. erbaut, 1950 von Roland Rohn erweitert. Konstruktiv eine Mischbauweise von Stahlstützen und Betonelementen, die Fassadengestaltung erinnert an das Bauhaus Dessau von Walter Gropius. |
| BW   | Datei hochladen · Wikidata zu Geschäftshaus (Q29575452)                                                                        | Geschäftshaus KGS-Nr.: 15153                                                                         | B    | G   | Theaterplatz 4 665593 / 258450                                                | 1951 von Walter Bölsterli erbautes, viergeschossiges Laden- und Bürogebäude. Schliesst den Theaterplatz gegen die Altstadt hin ab, bewahrt aber die Durchlässigkeit durch Arkaden. Eisenbeton-Konstruktion mit Kunststeinrahmen, grossflächigen Fenstern und farbig bemalten Elementen. |
| ja   | Datei hochladen · Wikidata zu Hochspannungslabor (Q29575466)                                                                   | Hochspannungslabor KGS-Nr.: 15155                                                                    | B    | G   | Haselstrasse 18 665335 / 259016                                               | 1942 für die Brown, Boveri & Cie. erbautes Laborgebäude, entworfen von Roland Rohn. 2005 von Burkard Meyer zum Stadtsaal «Trafo» umgebaut. |
| ja   | Datei hochladen · Wikidata zu Inhalatorium mit Anbau (Q29575479)                                                               | Inhalatorium mit Anbau KGS-Nr.: 15156                                                                | B    | G   | Limmatpromenade 26 665949 / 259151                                            | 1910 von Otto Bölsterli erbautes klassizistisches Gebäude für den Kurbetrieb, unter Verwendung des Sockelgeschosses der 1834 am selben Standort errichteten Trinkhalle. |
| ja   | Datei hochladen · Wikidata zu Häuser Sankt Niklausstiege (Q29575533)                                                           | Häuser Sankt Niklausstiege KGS-Nr.: 15158                                                            | B    | G   | St. Niklausstiege 1–5 665507 / 258392                                         | Vom 16. bis 18. Jahrhundert erbaute spätgotische Wohnhäuser am steilen Treppenweg hinauf zur Ruine Stein. Zum Teil direkt auf den hier offen zutage tretenden Fels des Schlossbergs errichtet. |
| ja   | Datei hochladen · Wikidata zu Haus "Zum Schellen" (Q29575506)                                                                  | Haus "Zum Schellen" KGS-Nr.: 15164                                                                   | B    | G   | Obere Gasse 29 665478 / 258358                                                | Dreigeschossiges Wohnhaus mit Gewölbekeller und spätgotischer Unterpartie, die 1604 um zwei Geschosse aufgestockt wurde. |
| BW   | Datei hochladen · Wikidata zu Postgebäude (Q29575508)                                                                          | Postgebäude KGS-Nr.: 15165                                                                           | B    | G   | Bahnhofstrasse 31 665541 / 258835                                             | Eisenbetonbau im Stil der Neuen Sachlichkeit, 1929/30 nach Plänen von Karl Moser erbaut. |
| BW   | Datei hochladen · Wikidata zu Restaurant "Brunnenstübli" (Bodega) (Q29575514)                                                  | Restaurant "Brunnenstübli" (Bodega) KGS-Nr.: 15166                                                   | B    | G   | Cordulaplatz 12 665454 / 258294                                               | Spätgotisches Bürgerhaus des 16. Jahrhunderts. 1952 vollständige Erneuerung durch Auskernen des Inneren. |
| BW   | Datei hochladen · Wikidata zu Kosthäuser Wild (Q29575482)                                                                      | Kosthäuser Wild KGS-Nr.: 15167                                                                       | B    | G   | Kanalstrasse 2–12 665798 / 258210                                             | Zeile von sechs aneinander gebauten Kosthäusern unter der Hochbrücke. Erstellt in den 1840er Jahren für die Arbeiter der Spinnerei Solivo. |
| BW   | Datei hochladen · Wikidata zu Schulhaus St. Ursus (Q29575548)                                                                  | Schulhaus St. Ursus KGS-Nr.: 15168                                                                   | B    | G   | St. Ursusstrasse 3 665097 / 258550                                            | 1931 für die Kaufmännische Berufsschule erbautes, durch Gantner und Obergfell entworfenes Schulgebäude. Winkelförmiger dreigeschossiger Baukörper mit gläsernem Treppenturm im Stil des Neuen Bauens, inspiriert durch die Volksschule Römerstadt von Martin Elsaesser. |
| ja   | Datei hochladen · Wikidata zu St. Annakapelle (Q2315891)                                                                       | St. Annakapelle KGS-Nr.: 15169                                                                       | B    | G   | Wettingerstrasse 13 665897 / 258294                                           | Katholische Kapelle unweit der Grenze zu Wettingen, 1484 als Gotteshaus des benachbarten Siechenhauses erbaut. Schlichtes einschiffiges Gebäude im gotischen Stil. 1703 Anbau einer Sakristei. |
| ja   | Datei hochladen · Wikidata zu St. Nikolauskapelle (Q2222046)                                                                   | St. Nikolauskapelle KGS-Nr.: 15170                                                                   | B    | G   | St. Niklausstiege 184 665413 / 258411                                         | Katholische Kapelle auf dem Grat des Schlossbergs, frühere Hofkapelle der Burg Stein und ihr einziger erhalten gebliebener Teil. Erstmalige Erwähnung 1346, im Jahr 1415 durch die Eidgenossen zerstört und anschliessend neu errichtet. Rechteckiger Kubus mit Satteldach und doppelbogigem Glockenträger. |
| ja   | Datei hochladen · Wikidata zu Stadtturm Baden (Q1495183)                                                                       | Stadtbefestigung KGS-Nr.: 15171                                                                      | B    | G   | Weite Gasse, Schlossbergplatz 665530 / 258415                                 | Der Stadtturm ist neben dem Landvogteischloss der einzige vollständig erhalten gebliebene Bestandteil der mittelalterlichen Stadtbefestigung. Mit einer Höhe von 56,45 Metern ein markantes Wahrzeichen der Stadt. Entstanden in den 1440er Jahren während des Alten Zürichkriegs. Erhielt seine heutige Gestalt zwischen 1481 und 1483. Hinzu kommen einzelne erhalten gebliebene Teilstücke der Stadtmauer. |
| BW   | Datei hochladen · Wikidata zu Verwaltungsgebäude (Q29575573)                                                                   | Verwaltungsgebäude KGS-Nr.: 15172                                                                    | B    | G   | Parkstrasse 23 665606 / 259103                                                | 1927 von Otto und Werner Pfister entworfenes, dreigeschossiges Verwaltungsgebäude der damaligen Nordostschweizerischen Kraftwerke (heute Axpo). Stilistisch steht der lang gezogene Walmdachbau im Übergang zwischen Neoklassizismus und Neuer Sachlichkeit. |
| BW   | Datei hochladen · Wikidata zu Villa (Q29575576)                                                                                | Villa KGS-Nr.: 15173                                                                                 | B    | G   | Parkstrasse 25 665626 / 259157                                                | 1906 für Clotilde Lewin erbaute Villa, entworfen von Otto Dorer und Adolf Füchslin. Stilistisch zwischen romantischem Späthistorismus und modernerem Heimatstil stehend, Fachwerk im Obergeschoss. Landhaus mit zehn Zimmern, Veranda und Halle. |
| ja   | Datei hochladen · Wikidata zu Villa Funk (Q29575581)                                                                           | Villa Funk KGS-Nr.: 15175                                                                            | B    | G   | Ländliweg 7 665524 / 258018                                                   | Villa von Fritz Funk, dem ersten administrativen Leiter der Brown, Boveri & Cie. Erbaut 1904 nach Plänen von Otto Dorer und Adolf Füchslin, Stilistisch angelehnt an die Architektur italienischer Landhäuser. Seit 2000 beherbergt die Villa Funk das Schweizer Kindermuseum. |
| ja   | Datei hochladen · Wikidata zu Wallfahrtskapelle Maria-Wyl (Q1374389)                                                           | Wallfahrtskapelle Maria-Wyl KGS-Nr.: 15176                                                           | B    | G   | Bruggerstrasse 143.1 663995 / 259515                                          | 1661/62 erbaute barocke Kapelle, die einen sechs Jahrzehnte früher entstandenen Vorgängerbau ersetzte. Rokoko-Innenausstattung aus den 1760er Jahren. |
| BW   | Datei hochladen · Wikidata zu Haus "zum Schwarzen Widder" (Q29575588)                                                          | Haus "zum Schwarzen Widder" KGS-Nr.: 15177                                                           | B    | G   | Weite Gasse 32 665545 / 258346                                                | Spätgotisches Bürgerhaus mit fünfgeschossiger Front, genaues Baujahr unbekannt. Nutzung als Bäckerei, seit 1986 als Bankfiliale. Im Innern aufgemaltes Wappen des späteren Zürcher Bürgermeisters Johann Konrad Grebel von 1668. |
| BW   | Datei hochladen · Wikidata zu Wohnhaus (Q29575591)                                                                             | Wohnhaus KGS-Nr.: 15178                                                                              | B    | G   | Mühlbergweg 10 666079 / 258376                                                | 1929 von Alfred Gantner realisiertes Einfamilienhaus an steiler Südhanglage. Das Gebäude im Stil des Neuen Bauens ist eines der ersten Flachdachhäuser in Baden. |
| BW   | Datei hochladen · Wikidata zu Wohnhaus (Q29575594)                                                                             | Wohnhaus KGS-Nr.: 15179                                                                              | B    | G   | Mühlbergweg 14 666030 / 258412                                                | 1930 von Otto Dorer realisiertes Einfamilienhaus an steiler Südhanglage. Dorer erweiterte Gantners Konzept (Mühlbergweg 10) und nutzte die Südfront ausschliesslich für Wohn- und Schlafzwecke, während Nebenräume und Küche gegen den Hang platziert sind. |
| BW   | Datei hochladen · Wikidata zu Wohnhaus (Q29575597)                                                                             | Wohnhaus KGS-Nr.: 15180                                                                              | B    | G   | Mühlbergweg 27 666026 / 258448                                                | 1934 von Hans Loepfe realisiertes Einfamilienhaus an steiler Südhanglage, mit Balkon und Dachterrasse. Letzte im Stil des Neuen Bauen errichtete Villa des Ensembles am Mühlbergweg, sticht durch ihre formale Radikalität hervor. |
| ja   | Datei hochladen · Wikidata zu Ludwigskapelle (Q29580881)                                                                       | Ludwigskapelle KGS-Nr.: 15833                                                                        | B    | G   | Turgi, Wildenstichstrasse 1 661688 / 260368                                   | Kapelle in parkähnlicher Grünanlage, 1894 erbaut nach Plänen eines unbekannten Architekten. An der Chorwand aussen Jugendstilstatue von Richard Kissling. |
| ja   | Datei hochladen · Wikidata zu Historisches Museum / Landvogteischloss (Q29575463)                                              | Historisches Museum KGS-Nr.: 16000                                                                   | B    | S   | Wettingerstrasse 2 665758 / 258423                                            | Die Dauerausstellung des Museums beschäftigt sich mit der 2000-jährigen Stadtgeschichte, der Entwicklung der Bäder und der Industrie; hinzu kommen Wechselausstellungen. Museum und Archiv befinden sich im Landvogteischloss und einem modernen Anbau. |

## Übrige Baudenkmäler
| ID  | Foto |                                                                                       | Objekt                                                                                   | Typ | Standort                                           | Beschreibung |
| --- | ---- | ------------------------------------------------------------------------------------- | ---------------------------------------------------------------------------------------- | --- | -------------------------------------------------- | ------------ |
| B1  | BW   | Datei hochladen                                                                       | Haus Castell                                                                             | G   | Bäderstrasse 6 665763 / 258961                     | [ i 18 ]     |
| B2  | BW   | Datei hochladen                                                                       | Bankgebäude                                                                              | G   | Badstrasse 12 665545 / 258529                      | [ i 19 ]     |
| B3  | BW   | Datei hochladen                                                                       | Wohn-/Geschäftshaus                                                                      | G   | Badstrasse 12 665553 / 258524                      |              |
| B4  | BW   | Datei hochladen                                                                       | Wohnhaus                                                                                 | G   | Münzlishausen, Baldeggstrasse 65 663486 / 258646   |              |
| B6  | BW   | Datei hochladen                                                                       | Alte Spedition                                                                           | G   | Brown Boveri Platz 3b 665473 / 259015              |              |
| B7  | BW   | Datei hochladen                                                                       | Kesselhaus                                                                               | G   | Bruggerstrasse 665168 / 259213                     |              |
| B8  | BW   | Datei hochladen                                                                       | Merker-Areal                                                                             | G   | Bruggerstrasse 37 665230 / 258688                  |              |
| B9  | BW   | Datei hochladen                                                                       | Pförtnerhaus Merker-Areal                                                                | G   | Bruggerstrasse 37a 665294 / 258701                 |              |
| B11 | BW   | Datei hochladen                                                                       | Hochbau                                                                                  | G   | Bruggerstrasse 71 665089 / 259085                  |              |
| B12 | BW   | Datei hochladen                                                                       | Einfamilienhäuser                                                                        | G   | Bruggerstrasse 111/a/b/c/d 664477 / 259496         |              |
| B17 | BW   | Datei hochladen                                                                       | Einfamilienhäuser                                                                        | G   | Bruggerstrasse 113/a/b/c/d 664459 / 259497         |              |
| B23 | BW   | Datei hochladen                                                                       | Einfamilienhaus                                                                          | G   | Burghaldenstrasse 24 665182 / 258347               |              |
| B24 | BW   | Datei hochladen                                                                       | Altes Schulhaus Dättwil                                                                  | G   | Dättwil, Dorfstrasse 8 663865 / 256211             |              |
| B25 | BW   | Datei hochladen                                                                       | Einfamilienhaus                                                                          | G   | Erlenweg 8 664303 / 258551                         |              |
| B28 | BW   | Datei hochladen                                                                       | Einfamilienhaus                                                                          | G   | Föhrenweg 7 664343 / 258559                        |              |
| B29 | BW   | Datei hochladen                                                                       | Schulhaus Tannegg                                                                        | G   | Grabenstrasse 1 665540 / 258249                    |              |
| B30 | ja   | Datei hochladen · Wikidata zu Kursaal (Q1370979)                                      | Kursaal / Casino                                                                         | G   | Haselstrasse 2 665714 / 259027                     |              |
| B31 | BW   | Datei hochladen                                                                       | Wohn-/Geschäftshaus                                                                      | G   | Haselstrasse 3 665647 / 258948                     |              |
| B33 | BW   | Datei hochladen                                                                       | Zentrallabor                                                                             | G   | Haselstrasse 18 665328 / 258936                    |              |
| B34 | BW   | Datei hochladen                                                                       | Doppelwohnhaus mit Scheune                                                               | G   | Rütihof, Hofstrasse 16 662759 / 254664             |              |
| B36 | ja   | Datei hochladen · Wikidata zu Kraftwerk Aue (Q44996625)                               | Limmatkraftwerk Aue                                                                      | G   | Kanalstrasse 495.1 665754 / 258100                 |              |
| B37 | ja   | Datei hochladen                                                                       | Kapelle Rütihof                                                                          | G   | Kirchgasse 17 662595 / 254699                      |              |
| B40 | BW   | Datei hochladen                                                                       | Einfamilienhaus                                                                          | G   | Ländliweg 11 665525 / 257941                       |              |
| B41 | BW   | Datei hochladen                                                                       | Einfamilienhaus                                                                          | G   | Ländliweg 15 665516 / 257860                       |              |
| B42 | BW   | Datei hochladen                                                                       | Einfamilienhaus                                                                          | G   | Mühlbergweg 6 666160 / 258405                      |              |
| B46 | BW   | Datei hochladen                                                                       | Einfamilienhaus                                                                          | G   | Mühlbergweg 27a 666033 / 258464                    |              |
| B47 | BW   | Datei hochladen                                                                       | Reformiertes Kirchgemeindehaus                                                           | G   | Oelrainstrasse 21 665650 / 258850                  |              |
| B49 | BW   | Datei hochladen                                                                       | Zweifamilienhaus                                                                         | G   | Haselstrasse 18 665602 / 259053                    |              |
| B54 | BW   | Datei hochladen                                                                       | Einfamilienhaus                                                                          | G   | Schellenackerstrasse 10 664477 / 259478            |              |
| B55 | BW   | Datei hochladen                                                                       | Einfamilienhaus                                                                          | G   | Schellenackerstrasse 12 664457 / 259481            |              |
| B56 | BW   | Datei hochladen                                                                       | Querbau                                                                                  | G   | Schleudergasse 2, 2a 665079 / 259071               |              |
| B57 | BW   | Datei hochladen                                                                       | Geschäftshaus (Nord-, Süd- und Westfassade)                                              | G   | Schlossbergplatz 2 665536 / 258438                 |              |
| B58 | BW   | Datei hochladen                                                                       | Rebhäuschen                                                                              | G   | Schlossbergweg 6a 665344 / 258334                  |              |
| B59 | BW   | Datei hochladen                                                                       | Einfamilienhaus                                                                          | G   | Schlossbergweg 9 665267 / 258324                   |              |
| B61 | BW   | Datei hochladen                                                                       | Mehrfamilienhaus                                                                         | G   | Seminarstrasse 12–14 665849 / 258095               |              |
| B62 | BW   | Datei hochladen                                                                       | Einfamilienhaus                                                                          | G   | St. Annaweg 8 665917 / 258419                      |              |
| B63 | BW   | Datei hochladen                                                                       | Einfamilienhaus                                                                          | G   | St. Annaweg 10 665892 / 258424                     |              |
| B64 | BW   | Datei hochladen                                                                       | Einfamilienhaus                                                                          | G   | St. Annaweg 12 665874 / 258410                     |              |
| B66 | BW   | Datei hochladen                                                                       | AZ-Hochhaus                                                                              | G   | Stadtturmstrasse 19 665334 / 258702                |              |
| B68 | BW   | Datei hochladen                                                                       | Regionales Krankenheim (Mittelteil)                                                      | G   | Wettingerstrasse 27 665960 / 258245                |              |
| 901 | ja   | Datei hochladen · Wikidata zu Antoniuskapelle (Q106096227)                            | Antonius-Kapelle, 1718, erster Bau im 15. Jh. erwähnt                                    | G   | Turgi, Baumgartenweg 12.1 662194 / 259931          |              |
| 902 | ja   | Datei hochladen · Wikidata zu Katholische Pfarrkirche (Q55412573)                     | Katholische Pfarrkirche Christkönigkirche, 1957–1959                                     | G   | Wiesenweg 1, 1.1, 1.2 661493 / 260289              |              |
| 903 | ja   | Datei hochladen · Wikidata zu Reformierte Pfarrkirche und Pfarrhaus (Q1669706)        | Reformierte Pfarrkirche und Pfarrhaus, 1959–1960                                         | G   | Turgi, Kirchweg 2 661464 / 260553                  |              |
| 904 | ja   | Datei hochladen · Wikidata zu Kosthaus Langhaus (Q106099761)                          | Kosthaus Langhaus, 1828                                                                  | G   | Turgi, Langhausstrasse 1–3 661350 / 260650         |              |
| 905 | ja   | Datei hochladen · Wikidata zu Kosthaus (Q106106561)                                   | Kosthaus, 1880                                                                           | G   | Turgi, Brunnenweg 1 661289 / 260671                |              |
| 906 | ja   | Datei hochladen · Wikidata zu Ehemalige Baumwollspinnerei Kappeler-Bebié (Q106107038) | Ehemalige Baumwollspinnerei Kappeler-Bebié, 1828 und 1833                                | G   | Turgi, Spinnereistrasse 5 661499 / 260901          |              |
| 907 | ja   | Datei hochladen · Wikidata zu Ehemaliges Verwaltungsgebäude Kappeler (Q106113842)     | Ehemaliges Verwaltungsgebäude Kappeler, Fabrikantenwohnhaus Zai, um 1830                 | G   | Turgi, Spinnereistrasse 10a–e 661527 / 260879      |              |
| 908 | ja   | Datei hochladen · Wikidata zu Ehemaliges Verwaltungsgebäude Bebié (Q106115127)        | Ehemaliges Verwaltungsgebäude Bebié, um 1830                                             | G   | Turgi, Spinnereistrasse 2 661385 / 260850          |              |
| 909 | ja   | Datei hochladen · Wikidata zu Ehemaliges Baumwollager der Spinnerei (Q106117186)      | Ehemaliges Baumwollager der Spinnerei, 1830                                              | G   | Turgi, Spinnereistrasse 1 661348 / 260850          |              |
| 910 | ja   | Datei hochladen                                                                       | Holzbrücke über die Limmat, 1921                                                         | G   | Turgi, Bahnhofstrasse 661316 / 260865              |              |
| 911 | ja   | Datei hochladen · Wikidata zu Eisenbahnbrücke Turgi–Untersiggenthal (Q36686487)       | Eisenbahnbrücke Turgi–Untersiggenthal, 1858–1859                                         | G   | Turgi, Dammweg 661045 / 260715                     |              |
| 912 | ja   | Datei hochladen                                                                       | Gemeindeschulhaus, 1898                                                                  | G   | Turgi, Schulhausstrasse 4 661172 / 260670          |              |
| 914 | ja   | Datei hochladen                                                                       | Villa "Sonnenschein" (Fritz) mit Parkanlage, 1900 von Peter und Nina Zai-Kappeler erbaut | G   | Turgi, Kronenstrasse 11 661557 / 260586            |              |
| 915 | ja   | Datei hochladen                                                                       | Villa "Flora" (Straub) mit Parkanlage, um 1908                                           | G   | Kronenstrasse 18 661506 / 260649                   |              |
| 916 | ja   | Datei hochladen                                                                       | Villa "Trautheim" (Wild) mit Garten, 1898                                                | G   | Turgi, Bahnhofstrasse 15 661331 / 260699           |              |
| 917 | ja   | Datei hochladen                                                                       | Villa "Lägernblick" mit Parkanlage, 1907                                                 | G   | Turgi, Lägernblick 2 661127 / 260512               |              |
| 918 | ja   | Datei hochladen                                                                       | Restaurant "Diana", um 1900                                                              | G   | Turgi, Vogelsangstrasse 1 661346 / 260514          |              |
| 919 | ja   | Datei hochladen                                                                       | Wohn- und Geschäftshaus "Bazar", 1873                                                    | G   | Turgi, Bahnhofstrasse 12 661372 / 260569           |              |
| 920 | ja   | Datei hochladen                                                                       | Kindergarten "Dorf", 1925                                                                | G   | Turgi, Wildenstichstrasse 1 661692 / 260363        |              |
| 921 | BW   | Datei hochladen                                                                       | Haus Schaltenbrand, 16./17. Jh./1900                                                     | G   | Turgi, Neumättlistrasse 1, 3B 662252 / 259872      |              |
| 923 | BW   | Datei hochladen                                                                       | Wegkreuz, 1673                                                                           | K   | Turgi, Landstrasse 662199 / 259928                 |              |
| 924 | ja   | Datei hochladen                                                                       | Transformatorenhäuschen                                                                  | G   | Turgi, nördlich Limmatbrücke 661682 / 260419       |              |
| 925 | ja   | Datei hochladen                                                                       | Treppenanlage "im Gut", um 1900                                                          | K   | Turgi, südlich Spinnereistrasse 10 661549 / 260841 |              |
| 927 | ja   | Datei hochladen                                                                       | Kegelradgetriebe des Limmatkraftwerks Turgi, 1889                                        | K   | Turgi, Weichlenstrasse 1 661552 / 260265           |              |
| 928 | ja   | Datei hochladen                                                                       | Wohnhaus, 1899                                                                           | G   | Turgi, Poststrasse 6 661410 / 260611               |              |
| 929 | ja   | Datei hochladen                                                                       | Mehrfamilienhaus, 1901                                                                   | G   | Turgi, Poststrasse 4 661420 / 260583               |              |
| 931 | ja   | Datei hochladen                                                                       | Altes Feuerwehrhaus "Musighüsli", um 1895                                                | G   | Turgi, Bahnhofstrasse 23 661336 / 260790           |              |
|     | ja   | Datei hochladen                                                                       | Römischer Meilenstein                                                                    | F   | Turgi, Unterwil 662086 / 260033                    |              |
|     | ja   | Datei hochladen                                                                       | Brunnenanlage vom "Hochhaus"                                                             | K   | Turgi, Bahnhofstrasse 661397 / 260753              |              |

Legende: Siehe Legende der Liste der Kulturgüter von nationaler und regionaler Bedeutung. Anstelle der KGS-Nummer wird als Objekt-Identifikator (ID) die Inventar- oder Gebäudenummer in der Bau- und Nutzungsordnung der Gemeinde verwendet.